# 神﨑素樹
神﨑 素樹（こうざき もとき、1970年5月 - ）は、日本の神経生理学者。京都大学大学院人間・環境学研究科教授。

## 人物・経歴
佐賀県生まれ。佐賀県立佐賀西高等学校を経て、1999年東京大学大学院総合文化研究科博士課程修了、博士（学術）、東京大学大学院総合文化研究科助手。2007年京都大学大学院人間・環境学研究科准教授。2015年京都大学大学院人間・環境学研究科教授。日本学術会議連携会員。
弟子に、藤井慶輔（名古屋大学准教授）、山下大地（国立スポーツ科学センター研究員）、萩生翔大（京都大学准教授）、田辺弘子（北海道大学准教授）らがいる。

## 著書
- 『REBI・REIのためのレジスタンスエクササイズ指導理論』日本フィットネス協会 2014年